# سنترال (یوتا)
سنترال (به انگلیسی: Central) یک منطقهٔ مسکونی در ایالات متحده آمریکا است که در شهرستان واشینگتن، یوتا واقع شده‌است. سنترال ۶۱۳ نفر جمعیت دارد و ۱٬۵۸۹٫۸۶ متر بالاتر از سطح دریا واقع شده‌است.